# HD 208177
HD 208177 är en dubbelstjärna belägen i den norra delen av stjärnbilden Vattumannen. Den har en skenbar magnitud av ca 6,20 och är mycket svagt synlig för blotta ögat där ljusföroreningar ej förekommer. Baserat på parallaxmätning inom Hipparcosuppdraget på ca 16,9 mas, beräknas den befinna sig på ett avstånd på ca 190 ljusår (ca 59 parsek) från solen. Den rör sig närmare solen med en heliocentrisk radialhastighet på ca -20 km/s.

## Egenskaper
Primärstjärnan HD 208177 A är en blå till vit underjättestjärna av spektralklass F5 IV. Den har en massa som är ca 1,6 solmassor, en radie som är ca 2,5 solradier och har ca 13 gånger solens utstrålning av energi från dess fotosfär vid en effektiv temperatur av ca 6 600 K.
HD 208177 är en dubbelstjärna med en vinkelseparation av komponenterna med 19,113 bågsekunder.